# Журавец (Могилёвская область)
Жураве́ц или Журове́ц (бел. Жураве́ц) — деревня в составе Ясенского сельсовета Осиповичского района Могилёвской области Белоруссии.

## Географическое положение
Деревня расположена в 26 км на восток от Осиповичей и в 5 км от ж/д станции Ясень на линии Осиповичи — Бобруйск, в 106 км от Могилёва. Транспортные связи осуществляются по автодороге Минск — Бобруйск. Через деревню пролегает одна короткая прямолинейная улица, по обеим сторонам застроенная деревянными крестьянскими домами.

## История
Журавец упоминается в письменных источниках XIX века. В 1897 году представлял собой посёлок с 26 жителями и четырьмя дворами в Замошской волости Бобруйского уезда Минской губернии. В 1907 году упоминался как деревня с 59 жителями и 7 дворами в Замошской волости. Колхоз был образован в 1931 году.
Во время Великой Отечественной войны Журавец был оккупирован немецко-фашистскими войсками с конца июня 1941 года по 29 июня 1944 года.

## Население
- 1897 год — 26 человек, 4 двора[1]
- 1907 год — 59 человек, 7 дворов[1]
- 1917 год — 67 человек, 10 дворов[1]
- 1926 год — 71 человек, 15 дворов[1]
- 1959 год — 37 человек[1]
- 1970 год — 43 человека[1]
- 1986 год — 14 человек, 9 хозяйств[1]
- 2002 год — 6 человек, 5 хозяйств[1]
- 2007 год — 4 человека, 3 хозяйства[1]

## Комментарии
1. ↑  Названия и ударение даны по: Назвы населеных пунктаў Рэспублікі Беларусь: Магілёўская вобласць: нарматыўны даведнік / І. А. Гапоненка і інш.; пад рэд. В. П. Лемцюговай. — Минск: Тэхналогія, 2007. — С. 68, 70. — 406 с. — ISBN 978-985-458-159-0..